# Gleichstrommaschine

Mit einem Permanentmagneten erregter zweipoliger Gleichstrommotor

Eine Gleichstrommaschine, auch Gleichstrommotor, Kommutatormotor oder Kommutatormaschine, ist eine rotierende elektrische Maschine, die mit Gleichstrom betrieben wird oder Gleichstrom erzeugt. Je nach Richtung des Leistungsflusses wird zwischen dem Gleichstrommotor (ein Elektromotor, dem elektrische Energie zugeführt und mechanische Energie entnommen wird) und dem Gleichstromgenerator (ein elektrischer Generator, dem mechanische Energie zugeführt und elektrische Energie entnommen wird) unterschieden. Gleichstrommaschinen können unter Belastung anlaufen, und ihre Drehzahl ist leicht zu verändern.
Merkmal der klassischen Gleichstrommaschinen ist ein als Kommutator  oder Polwender bezeichneter mechanischer Wechselrichter. Mit dessen Hilfe wird im Motorbetrieb im Rotor ein drehzahlabhängiger Wechselstrom erzeugt. Im Generatorbetrieb wandelt er die vom Rotor gelieferte Wechselspannung in eine pulsierende Gleichspannung um.
Es gibt auch Anwendungsfälle, in denen dieselbe Gleichstrommaschine zeitweise als Motor und zeitweise als Generator benutzt wird.
Eine Sonderform ist die Unipolarmaschine, mit der Gleichstrom ohne Verwendung eines Kommutators erzeugt werden kann.

## Geschichte

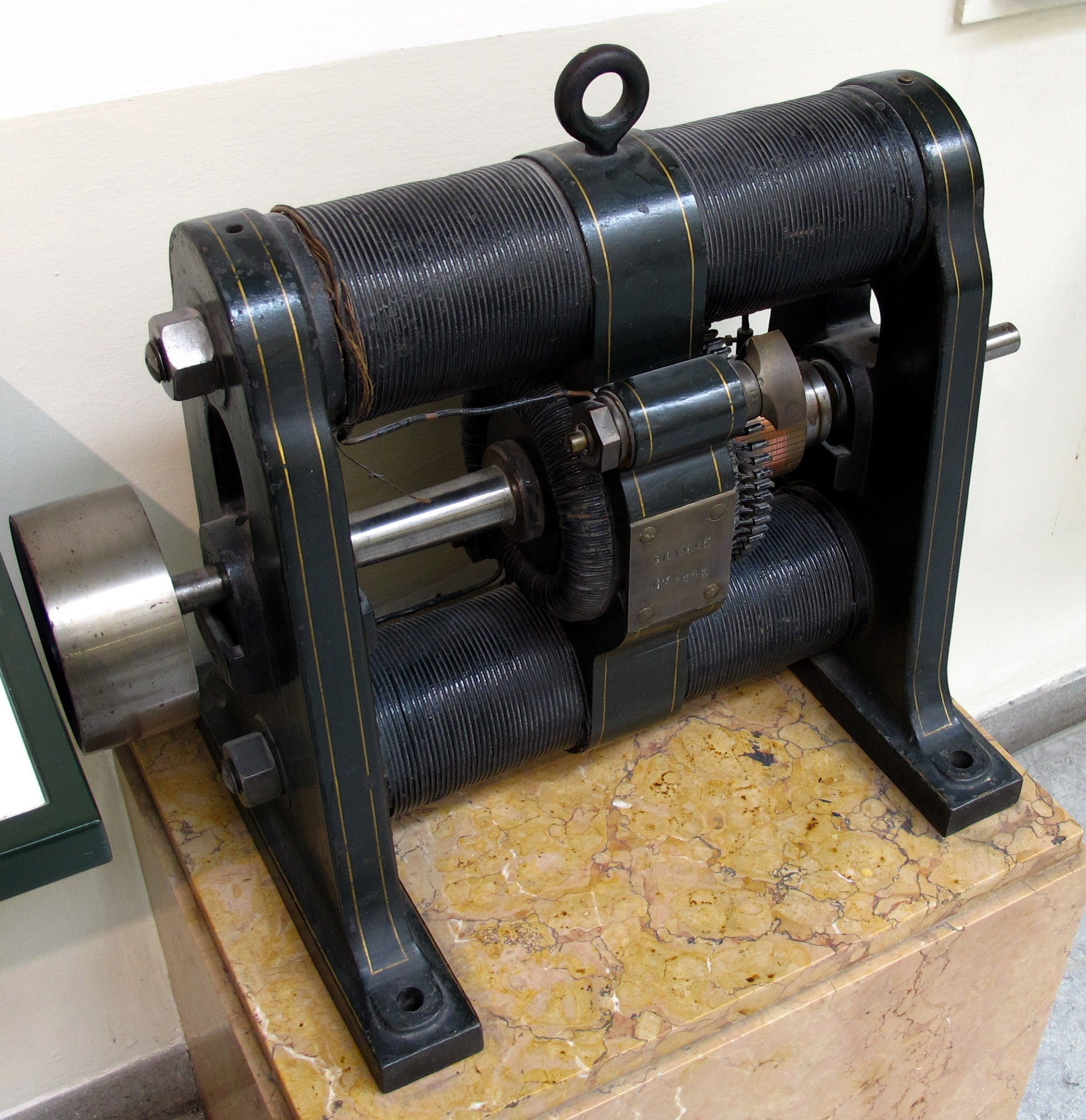
Historische Gleichstrommaschine von Zénobe Gramme (um 1880)

Begünstigt durch die Entwicklung der ersten galvanischen Elemente in der ersten Hälfte des 19. Jahrhunderts, waren die ersten elektromechanischen Energiewandler Gleichstrommaschinen. Die Urform eines Elektromotors wurde 1829 von Ányos Jedlik entworfen. Im Jahr 1832 baute der Franzose Hippolyte Pixii den ersten Gleichstromgenerator. Antonio Pacinotti baute um 1860 einen Gleichstrommotor mit vielteiligem Kommutator. Friedrich von Hefner-Alteneck entwickelte 1872 den Trommelanker, welcher mit den Arbeiten von Werner von Siemens zu dem dynamoelektrischen Prinzip die Möglichkeit der Selbsterregung und den industriellen Einsatz im Bereich des Großmaschinenbaus eröffnete.
In den folgenden Jahrzehnten verlor die Gleichstrommaschine, bedingt durch die Entwicklung des Dreiphasenwechselstroms, im Großmaschinenbau an Bedeutung. Insbesondere die Synchronmaschinen und für wartungsarme Antriebssysteme der Asynchronmotor lösten die Gleichstrommaschine in vielen Anwendungsbereichen ab. Die Gleichstrommaschine mit Fremderregung lässt sich gut regeln, denn die Ströme durch Anker- und  Statorwicklung lassen sich getrennt steuern. Die Gleichstrommaschine hat daher insbesondere im Bereich hochdynamischer Antriebssysteme eine gewisse Bedeutung behalten, beispielsweise zum Antrieb von Werkzeugmaschinen mit präziser Drehzahl- und Drehmomentsteuerung. Im Kleinstleistungsbereich, beispielsweise bei Modellbahnen, ist vor allem der permanenterregte Gleichstrommotor des einfachen Aufbaues wegen üblich.

## Aufbau

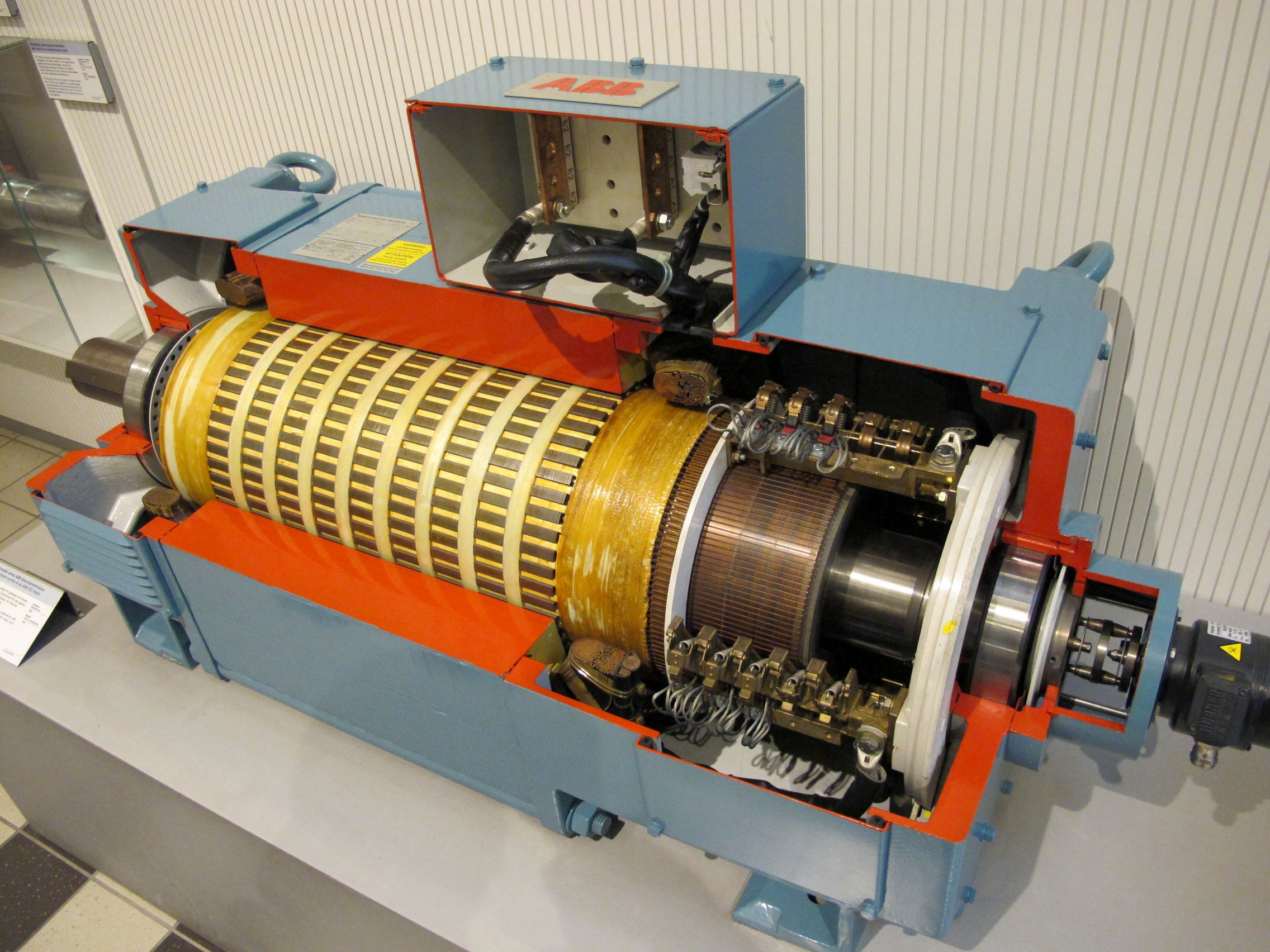
Schnittmodell eines industriellen Gleichstrommotors

Die Maschine hat einen unbeweglichen Teil, den Stator. Er besteht aus einem Joch in Form eines Hohlzylinders. Daran befestigt sind die Hauptpole und bei größeren Maschinen auch Wendepole. Der Stator ist nicht geblecht, sondern besteht aus massivem Material, da hier kein magnetisches Wechselfeld wirkt und somit keine Wirbelströme auftreten. Der Hauptpolkern trägt entweder die Hauptpol- oder Erregerwicklung, oder Permanentmagnete erzeugen den nötigen Hauptpolfluss (permanenterregte Maschine). In den Polschuhen sitzt bei größeren Maschinen die Kompensationswicklung.
Der drehbar gelagerte Teil der Gleichstrommaschine heißt Rotor oder bei konventionellen Maschinen auch Anker. Der Rotor ist geblecht ausgeführt, da sonst durch die auftretenden Ummagnetisierungen große Wirbelstromverluste auftreten würden. Die meisten Gleichstrommaschinen sind als Innenläufer ausgeführt: Der Rotor ist der innere Teil, der Stator der äußere. Bei Außenläufern ist es umgekehrt.

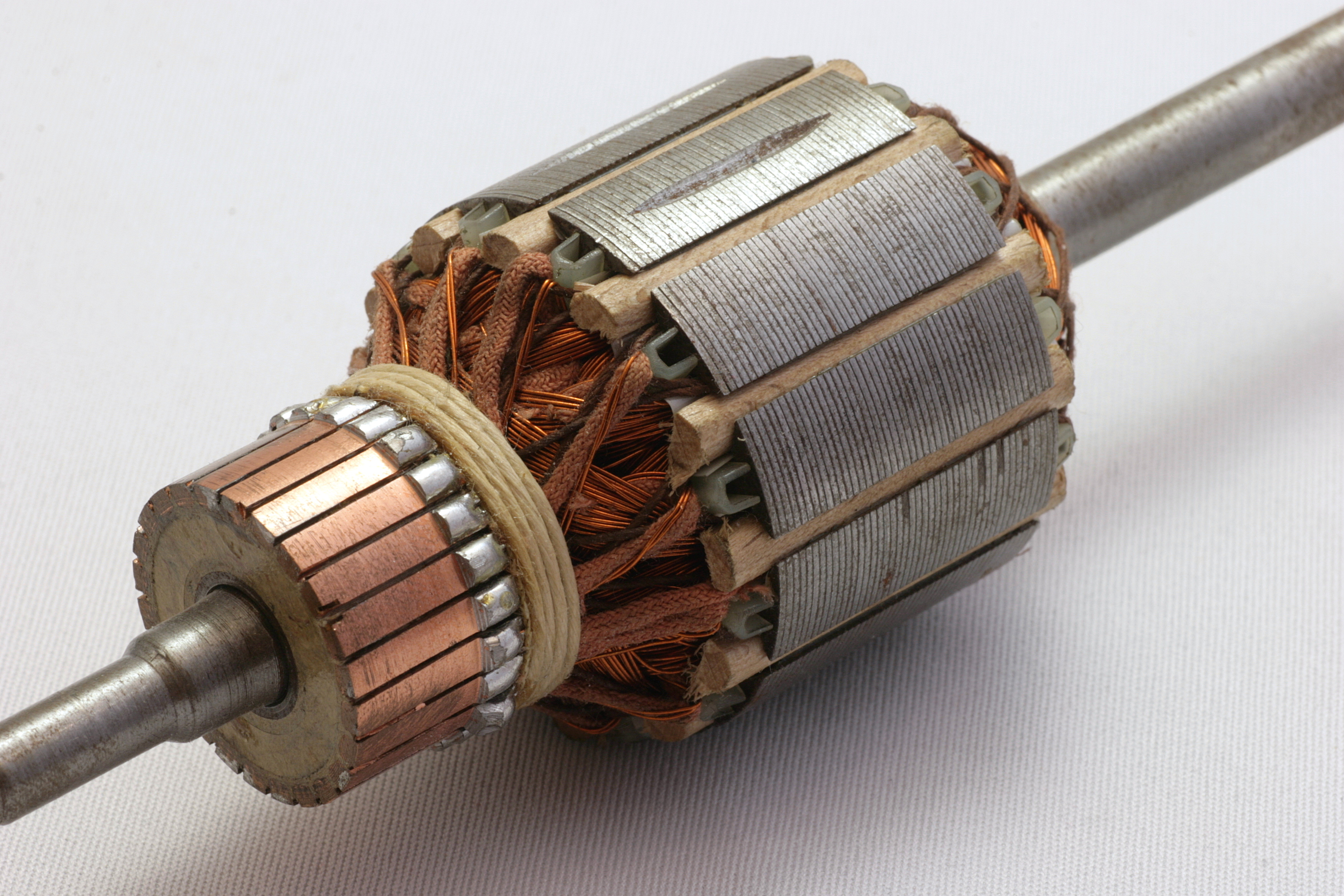
Trommelanker

Abwicklungsschema für einen Trommelanker mit Wellenwicklung und der Magnetisierung durch den Strom

Eine oder mehrere Spulen auf dem Anker werden in einem magnetischen Feld des Stators so platziert, dass die Lorentzkraft und teils auch die Reluktanzkraft ein Drehmoment erzeugt. Die Wicklungen des Ankers werden hierzu über einen Kommutator (Polwender) angeschlossen. Die Schleifkontakte am Kommutator (Metallbürsten oder Kohle„bürsten“) wechseln während der Drehung die Polung der Ankerwicklungen so, dass immer diejenigen Wicklungen von Strom entsprechender Richtung durchflossen werden, die sich quer zum Erregerfeld bewegen. An den Bürsten ist eine pulsierende Gleichspannung abgreifbar. Durch mehrere räumlich versetzte Windungsschleifen (Wicklungen) erhält man eine Glättung des Spannungsverlaufs.
Die Bürsten bestehen aus einem Material, das eine verschleißarme gute Kontaktierung bietet (oft selbstschmierender Graphit, teilweise gemischt mit Kupferpulver (siehe Kohlebürste); bei kleinen Motoren, etwa für Kassettentonbandgeräte, auch Edelmetall-Bürsten).
Durch Umkehrung des Prinzips (der Anker wird von außen bewegt) erhält man einen Generator. Zur Stromerzeugung werden fast nur permanent- oder fremderregte Bauweisen benutzt. Der Kommutator wandelt den erzeugten Wechselstrom in Gleichstrom.
Das allgemeine Motorverhalten wird durch die Feldstärke der Feldwicklung und die Eigenschaften der Ankerwicklung (Windungszahl, Anzahl der Pole) bestimmt.

### Permanenterregte Gleichstrommaschine

Schematische Darstellung der Arbeitsweise einer permanenterregten Gleichstrommaschine

Das Stator-Magnetfeld wird bei kleineren Motoren (Spielzeug, Stellantriebe, Gebläse und Kühler-Ventilatoren in Kraftfahrzeugen, Elektroantrieb an Fahrrädern) über einen Permanentmagneten und nicht elektrisch über eine Spule erregt. Diese Magnete sind mit der Entwicklung der Gleichstrommotoren immer leistungsfähiger geworden und würden auch den Bau größerer Motoren gestatten. Die Kosten großer Permanentmagnete wären jedoch höher als die der Erregerwicklung.
Permanenterregte Motoren haben, wie auch fremderregte Maschinen, sehr hohe Einschaltströme. Ihr Betriebsverhalten ist im Abschnitt Physikalisches Modell erklärt. Permanenterregte Maschinen haben den Vorteil, dass zur Erzeugung des Magnetfeldes keine Energie benötigt wird. Das verbessert besonders bei kleiner Gesamtleistung den Wirkungsgrad. Nachteil ist, dass das Feld nicht geschwächt und somit die Drehzahl weniger variiert werden kann.

### Elektrisch erregte Gleichstrommaschine
Wird das Statorfeld durch einen Elektromagneten erzeugt, spricht man von elektrischer Erregung. Ist die Erregerwicklung vom Ankerstromkreis unabhängig, spricht man von Fremderregung. Sind die Rotor- und Statorwicklung miteinander verbunden, unterscheidet man:

#### Reihenschlussmaschine

Kennlinie einer Reihenschlussmaschine: Drehmoment über Drehzahl bei konstanter Klemmenspannung

Funktionsprinzip Reihenschlussmotor

Reihenschlussmotor (interne Verschaltung)

Bei der Reihenschlussmaschine (auch Hauptschlussmaschine genannt) sind Anker- und Erregerwicklung in Reihe geschaltet. Die Erregerwicklung muss niederohmig sein. Bei einer Speisung mit Wechselspannung wechseln sowohl das Erregerfeld als auch der Ankerstrom die Richtung nach jeder Halbwelle, sodass das resultierende Drehmoment auch bei Umkehr der Stromrichtung weiterhin in die gleiche Richtung wirkt. Daher kann ein Reihenschlussmotor auch mit Wechselstrom betrieben werden. Der Eisenkern des Stators muss in diesem Fall ein Blechpaket sein, damit Wirbelströme vermieden werden.
Mit einphasigem Wechselstrom betriebene  Motoren (Einphasen-Reihenschlussmotoren) sind in älteren Elektrolokomotiven (daher der Frequenzkompromiss 16,7 Hz im Bahnstromnetz) sowie in Straßenbahn-Triebwagen zu finden. Sie befinden sich auch  unter dem Begriff Universalmotor oder Allstrommotor in vielen Haushaltsmaschinen (Staubsauger, Küchenmaschinen)  und Elektro-Handgeräten (Bohrmaschinen). Die Anlasser großer Verbrennungsmotoren (beispielsweise in LKW) sind Reihenschlussmotoren.
Um einen Reihenschlussmotor als Generator (z. B. beim elektrischen Bremsen von Straßenbahnen) betreiben zu können, muss seine Erregerwicklung umgepolt werden, denn sonst hebt der generierte, durch die Feldwicklung fließende Strom das Erregerfeld auf.
Das Drehmoment einer Reihenschlussmaschine ist stark drehzahlabhängig (Reihenschlussverhalten). Bei geringer Drehzahl ist die Gegeninduktionsspannung der Ankerwicklung gering. Daher fließt ein großer Strom durch Anker und  Erregerwicklung, und es kann ein großes Drehmoment aufgebracht werden. Mit der Drehzahl steigt die Gegeninduktionsspannung. Strom und Erregung sinken und damit auch das Drehmoment der Maschine.
Reihenschlussmotoren haben, insbesondere bei Wechselspannungsbetrieb („Universalmotor“, z. B. in Staubsaugern), dennoch einen wesentlich geringeren Einschaltstrom als Nebenschluss- oder permanenterregte Motoren. Sie liefern dennoch kurzzeitig ein sehr hohes Anlaufmoment, weswegen sie in Anlassern, Straßenbahnfahrzeugen und Elektrolokomotiven, wo sie im Kurzbetrieb extrem überlastbar sind, verwendet werden.
Bei Betrieb mit Wechselstrom ist das Drehmoment mit doppelter Netzfrequenz pulsierend, so dass bei großen Motoren ausgleichende Elemente zwischengeschaltet werden müssen. Das gilt auch für Einphasen-Synchronmaschinen.
Die Anschlüsse des Ankers werden mit A1 und A2 bezeichnet, die der Erregerwicklung mit D1 und D2. Bei der dargestellten Schaltung dreht der Motor im Uhrzeigersinn, erkennbar am eingezeichneten Pfeil im Anker.

#### Nebenschlussmaschine

Kennlinie einer Nebenschlussmaschine: Drehmoment über Drehzahl, bei konstanter Klemmenspannung

Nebenschlussmaschine

Nebenschlussmotor (interne Verschaltung)

Bei der Nebenschlussmaschine sind Erreger- und Ankerwicklung parallelgeschaltet. Der Erregerstrom wird nur durch den ohmschen Widerstand der Erregerwicklung, die eine hohe Windungszahl und Induktivität hat, begrenzt. Ein Wechselspannungsbetrieb ist nicht möglich, da der Erreger- dem Ankerstrom weit nacheilen würde. Die Drehzahl großer Nebenschlussmaschinen ist nahezu unabhängig vom Drehmoment, weshalb sie sich besonders für Anwendungen eignet, bei denen das Lastmoment schwankt, die Drehzahl aber möglichst konstant sein soll, z. B. bei Förderbändern und Hebezeugen, bei denen auch Asynchronmotoren benutzt werden.
Nebenschlussmotoren können bei Unterbrechung des Erregerkreises durchgehen, da Drehzahl und Stromaufnahme beim Abklingen des Erregerfeldes drastisch ansteigen.
Nebenschlussmotoren können als Generator (z. B. zur Bremsung) arbeiten, wenn eine Hilfsspannungsquelle oder eine Restmagnetisierung dafür sorgen, dass beim Start des Bremsvorganges eine Erregung vorhanden ist. Mit steigender Erregung oder Drehzahl steigt auch die generierte Spannung – es ist die Spannung, die auch bei Motorbetrieb dem speisenden Strom entgegenwirkt und für eine konstante Drehzahl sorgt. Sie wird daher auch Gegenspannung genannt. Der Anstieg der Gegenspannung mit der Erregung, also bei Nebenschlussmotoren mit der Versorgungsspannung, bewirkt, dass ihre Drehzahl wenig von der Spannung abhängt, solange keine magnetische Sättigung eintritt. Mit sinkender Spannung sinkt auch die Drehzahlsteifigkeit. Bei einem fremderregten Gleichstrommotor mit unabhängig versorgtem, konstantem Erregerfeld ist dagegen die Leerlaufdrehzahl proportional zur Ankerspannung.
Die Anschlüsse des Ankers werden mit A1 und A2 bezeichnet, die der Erregerwicklung mit E1 und E2. In der dargestellten Beschaltung dreht der Motor rechtsherum (im Uhrzeigersinn), erkennbar am eingezeichneten Pfeil im Anker.
Das maximal erreichbare Drehmoment wird durch den zulässigen Ankerstrom begrenzt, dieser ist hauptsächlich von den getroffenen Kühlmaßnahmen abhängig. Große Nebenschlussmaschinen in Walzwerken werden fremdbelüftet, um auch bei geringer Drehzahl einen hohen Ankerstrom und damit ein hohes Drehmoment zu ermöglichen.
Wird an eine Nebenschlussmaschine plötzlich ihre Nennbetriebsspannung gelegt, fließt durch den Anker ein sehr hoher Einschaltstrom, der Schutzschaltungen auslösen kann. Große Maschinen müssen daher mit geringerer Spannung angefahren werden. Dadurch wird die Kennlinie parallel zu geringen Drehzahlen hin verschoben, sodass sie die Momentenachse in einem Bereich außerhalb der Überlast schneidet. Das Anlaufmoment sowie der Ankerstrom im Stillstand sind dann begrenzt. Zusammen mit der folgenden Erhöhung der Antriebsdrehzahl kann auch die Spannung erhöht werden. Alternativ können zum Anfahren Vorwiderstände im Ankerkreis verwendet werden; dadurch wird die Kennlinie flacher, sodass sie wiederum die Achse in einem Bereich außerhalb der Überlast schneidet. Der Nachteil dieser Methode ist die Verlustleistung am Widerstand, dieser muss dann gegebenenfalls aktiv gekühlt werden.

#### Verbundmaschine

Kennlinie einer Doppelschlussmaschine: Drehmoment über Drehzahl, bei konstanter Klemmenspannung

Der Doppelschlussmotor (auch Verbund- oder Compound-Motor genannt) vereinigt die Eigenschaften des Neben- und des Reihenschlussmotors in einer Maschine. Er hat eine Reihenschluss- und eine Nebenschlusswicklung. Je nach Auslegung hat der Doppelschlussmotor unterschiedliches Betriebsverhalten. Bei richtiger Compoundierung hat er ein etwas geringeres Anzugsdrehmoment als ein gleichwertiger Reihenschlussmotor. Seine Drehzahl sinkt dann bei Belastung etwas mehr ab als die eines entsprechenden Nebenschlussmotors. Bei Leerlauf geht er nicht durch. Wird der Doppelschlussmotor überkompoundiert, so hat er vorwiegend Reihenschlussverhalten, also ein hohes Anzugsmoment, aber eine instabile Drehzahl. Bei Unterkompoundierung hat er überwiegend Nebenschlussverhalten, also hohe Drehzahlstabilität, aber geringeres Anzugsmoment. Der Doppelschlussmotor wird wegen seines gleichen Drehzahl-Drehmoment-Verhaltens zum Antrieb z. B. von Pressen und Stanzen verwendet.

#### Fremderregte Maschine

Betriebsbereich einer fremderregten Gleichstrommaschine

Hier werden Anker- und Erregerwicklung aus zwei unterschiedlichen und getrennt voneinander einstellbaren Gleichstromstellern gespeist. Während bei der Nebenschlussmaschine die Erregerspannung gleich der Ankerspannung ist, kann man bei fremderregten Maschinen durch Verringerung des Erregerstroms, man spricht in diesem Fall auch von einer Feldschwächung des magnetischen Flusses Φ, die Drehzahl n über die Nenndrehzahl nN hinaus steigern. Im rechten Diagramm entspricht dies dem Bereich mit n/nN größer als 1. Dabei kommt es gleichzeitig zu einer Reduktion des Drehmoments M. Andererseits kann bei der fremderregten Maschine die Ankerspannung UA unabhängig vom Erregerstrom abgesenkt werden. Dadurch kommt es bei konstantem Drehmoment zu einer Leistungsabsenkung und gleichzeitiger Drehzahlreduktion.
Durch die getrennte Regel- bzw. Steuerbarkeit der Anker- und Erregerwicklungen lassen sich verschiedene Betriebspunkte unterhalb der rot gestrichelten Drehmomentkennlinie durch die Art der Ansteuerung erzielen. Vorteile wie hohes Drehmoment bei Stillstand oder geringen Drehzahlen sind gegeben. Daher spielten insbesondere fremderregte Gleichstrommaschinen im Bereich von hochdynamischen Antriebssystemen, beispielsweise bei Werkzeugmaschinen oder elektrischen Stadtschnellbahntriebzügen wie der DB-Baureihe 420 bis in die 1980er Jahre hinein eine bedeutende Rolle. Gleichstrommaschinen wurden in den Folgejahren in diesen Anwendungsbereichen zunehmend durch Drehstrommaschinen mit vorgeschalteten elektronischen Frequenzumrichtern abgelöst, die in Kombination die gleichen Vorteile für hochdynamische Antriebe bei geringerem Wartungsaufwand bieten.
Fremderregte Gleichstrommaschinen wurden früher auch im Leonardsatz eingesetzt, dem früher einzigen drehzahlvariablen Antrieb für große Leistungen, der aus einem Drehstrom-Asynchronmotor, einem jeweils fremderregten Gleichstrom-Generator und einem Gleichstrommotor bestand.

### Spezielle Bauformen

#### Glockenanker-Maschinen

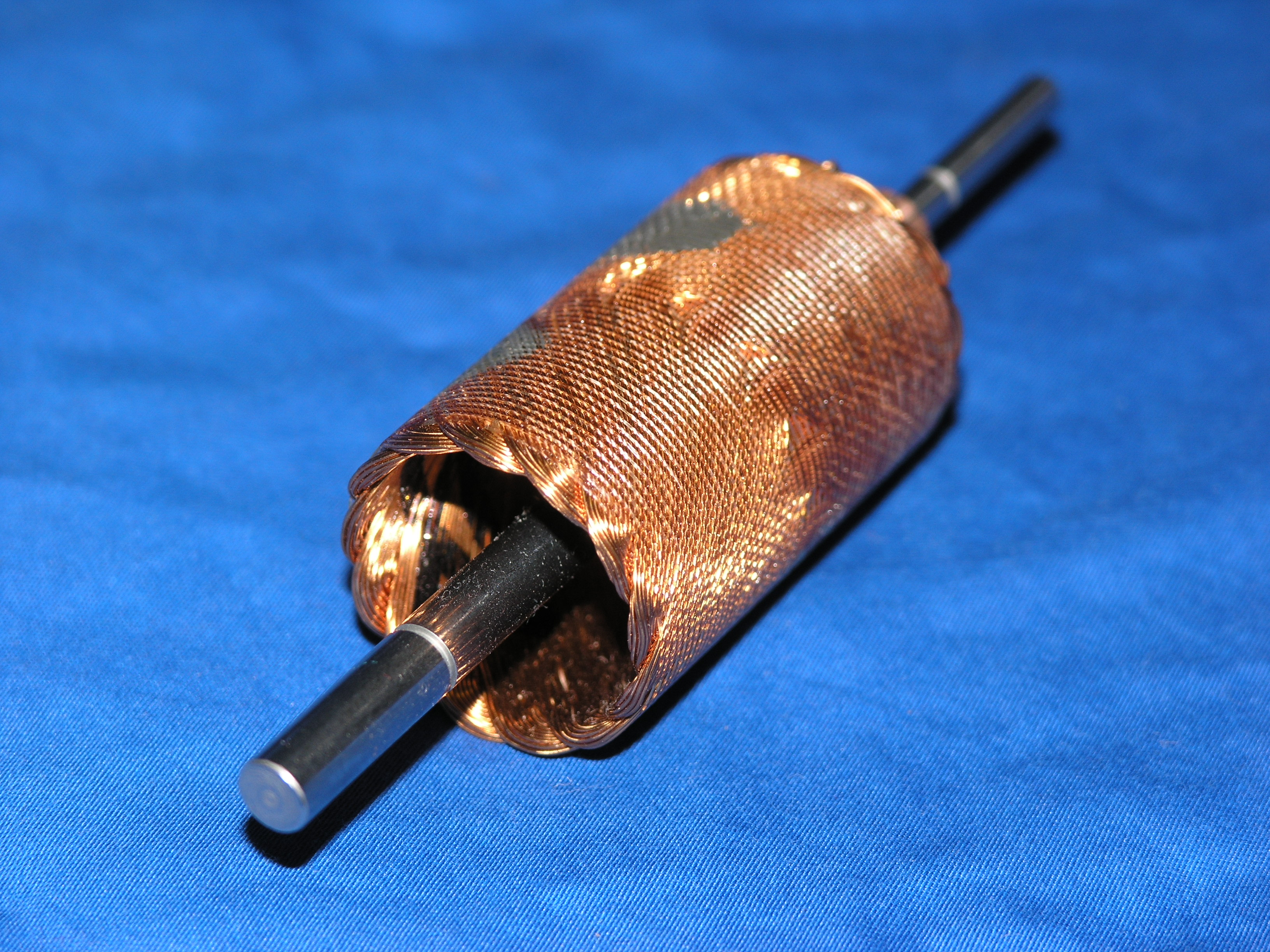
Rotor einer Glockenanker-Maschine mit umfangparalleler Fadenwicklung und grauer Auswuchttränkung seitlich

Schema eines Glockenanker-Motors, oben: Längs- und Querschnitt, unten: Anordnung der Spulenstränge auf der Zylinderfläche; B = Magnetfluss, current = Stromfluss

Kleine Maschinen bis etwa 100 Watt mit Permanentmagneten können auch mit einem hohlen Rotor gebaut werden. Der Rotor ist eisenlos, selbsttragend gewickelt und kunstharzgetränkt.

Der Stator, ein Permanentmagnet, liegt in diesem Fall innerhalb des Rotors. Das außenliegende Motorgehäuse aus Eisen bildet den notwendigen Rückschluss für den magnetischen Fluss des Stators. Der elektrische Aufbau entspricht der ersten Illustration.

Durch den eisenlosen Aufbau des Rotors bildet der Motor kein Rastmoment aus, er lässt sich vollkommen frei drehen.

Da im Gegensatz zu allen anderen Motoren im Betrieb keine Eisenteile ummagnetisiert werden müssen, ist dieser Motor frei von Eisenverlusten und erreicht bei hohen Drehzahlen höhere Wirkungsgrade.
Insbesondere ist jedoch sein Rotations-Trägheitsmoment geringer, weshalb damit hochdynamische, leichte Antriebe realisiert werden können. Mit Glockenankermotor ausgerüstete Modellbahnfahrzeuge zeichnen sich durch ruckfreien Lauf und gute Langsamfahreigenschaften aus.

Nachteilig ist der große Luftspalt im Erregerkreis, der eine verringerte Magnetflussdichte zur Folge hat. Die selbsttragende Bauweise stellt hohe technologische Anforderungen, da die Fliehkräfte aufgenommen werden müssen und ein nachträgliches Auswuchten des Ankers durch Materialabtrag nicht möglich ist. Nötige Stoßfestigkeit limitiert die Ankergröße.

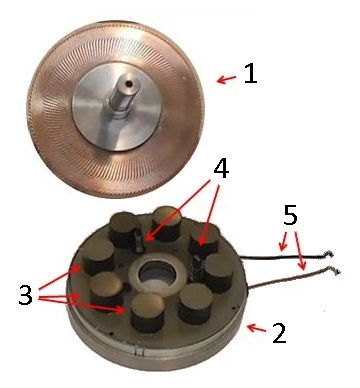
Scheibenläufermotor mit Kommutator 1 Scheibe aus Kupferdrähten. 2 Die kleinere Hälfte des Stators 3 Runde Stabmagnete aus AlNiCo 4 Zwei Kohlebürsten eingebaut normalerweise vier pro Statorseite 5 Spannungsversorgungsleitungen

#### Scheibenläufermotoren
Beim Scheibenläufermotor ist der Rotor eine dünne Scheibe, die in einem parallel zur Achse verlaufenden Magnetfeld dreht. Es gibt diese Variante mit permanentem Statormagnetfeld und Kommutator, aber auch als bürstenlosen Motor. Wegen der vergleichsweise niedrigen Masse hat der Rotor eine geringe Massenträgheit, wodurch der Motor für dynamische Anwendungen geeignet ist.

#### Bürstenlose Gleichstrom-Maschine
Nachteil der Gleichstrommaschinen sind Funken, die bei den Bürsten entstehen („Bürstenfeuer“). Das Bürstenfeuer ist die Hauptursache für hochfrequente Störungen, die der Motor im Betrieb in das Leitungsnetz zurückspeist und die andere elektrische Verbraucher stören. Es begrenzt auch die maximale Drehgeschwindigkeit, da die Bürsten bei hohen Drehzahlen heiß werden und besonders schnell verschleißen. Weiterhin bewirken hohe Drehzahlen auch höhere Induktionsspannungen, die bis hin zum umlaufenden Bürstenfeuer führen können.
Mit der Entwicklung der Elektronik können kleinere permanenterregte Synchronmotoren so betrieben werden, dass sie von außen ähnlich beschrieben werden können wie eine Gleichstrommaschine. Diese Motoren mit Elektronik-Umrichter wurden besonders im englischen Sprachraum als brushless direct current (BLDC) beworben, auf Deutsch übersetzt bürstenlose Gleichstrommaschine. Die Maschine wird auch als EC-Motor (EC für electronically commutated) bezeichnet. Vom Aufbau her sind diese Motoren ungedämpften permanenterregten Synchronmaschinen gleich und können in Anwendungen, die eine genügende Eigendämpfung haben, auch als Synchronmaschine angesteuert werden.

### Spezielle Effekte

#### Ankerrückwirkung
Da der Anker stromdurchflossen ist, bildet sich auch um diesen ein magnetisches Feld. Dieses verstärkt das Hauptfeld auf der einen Seite des Leiters und schwächt es auf der anderen. Insgesamt führt dies dazu, dass sich der neutrale Bereich, in dem die Polung des Stromes umgeschaltet werden muss, etwas verspätet, d. h. im Generatorbetrieb in Drehrichtung und im Motorbetrieb gegen die Drehrichtung verschiebt. Da sich jedoch der Kommutator nicht anpasst (also stets senkrecht zu den Polschuhen umschaltet und nicht senkrecht zu den „effektiven“ Feldlinien), liegt zu dem Zeitpunkt des Umschaltens (Kommutierung) noch eine Induktionsspannung an den Kohlebürsten an, und es kommt zur Funkenbildung, dem Bürstenfeuer.
In Anlagen, die ein gleichmäßiges Drehmoment verlangen und nur in einer Laufrichtung betrieben werden (z. B. starke Lüfter), kann das Bürstenfeuer verringert werden, indem der Bürstenträger leicht verdreht montiert wird und dann im Betriebszustand doch senkrecht zu den effektiven Feldlinien umschaltet. Dies erfordert jedoch eine Justierung im Betrieb und wird heute aus Kostengründen kaum noch durchgeführt. Stattdessen werden in großen Maschinen Wendepolwicklungen und Kompensationswicklungen eingesetzt, die die Feldlinien gleichsam in die ideale Lage „zurückbiegen“.

#### Gegenspannung
Der Anker dreht sich im Motor innerhalb des Statorfeldes. Nach dem Generatorprinzip wird so in dessen Spulen auch bei Motorbetrieb eine Spannung induziert. Diese induzierte Spannung ist wie die Betriebsspannung gepolt und wirkt daher dem Rotorstrom entgegen. Sie wird Gegenspannung genannt. Sie ist ein wichtiger Parameter von Motoren, mit ihrer Hilfe lässt sich in etwa die Leerlaufdrehzahl permanenterregter Motoren bestimmen.
Der Ankerstrom führt zu einem ohmschen Spannungsabfall am Ankerwiderstand (Kupfer), dieser Spannungsabfall steigt somit mit der Belastung des Motors (steigende Stromaufnahme) an und bewirkt bei Motoren einen Abfall der Drehzahl. Bei großen fremderregten Motoren ist dieser Drehzahlrückgang sehr gering.
Die Gegen-EMK ist streng linear abhängig von der Drehzahl des Ankers und der Stärke der Erregung. Die Gegen-EMK kann von Regelschaltungen genutzt werden, um die Drehzahl permanenterregter Motoren exakt zu stabilisieren; dies wurde z. B. bei Kassetten-Tonbandgeräten angewendet.
Die Gegen-EMK macht bei Umkehr der Stromrichtung (Klemmenspannung < EMK) aus dem Motor einen Generator, sie kann zur Bremsung und zur Energierückspeisung (Nutzbremsung) dienen.
Bei Motorstillstand gibt es keine Gegenspannung. Deshalb haben fremd- und permanenterregte Gleichstrommotoren einen hohen Einschaltstrom – der Widerstand der Rotorspulen ist vergleichsweise klein und somit der Strom im Moment des Einschaltens sehr groß.

Ohne Begrenzung des Anlaufstromes werden große Motoren oder das speisende Netz eventuell überlastet, man verwendet daher in Reihe zum Anker Anlasswiderstände, die nach dem Hochlaufen stufenweise kurzgeschlossen werden.

Auch die Reihenschlussmotoren von Straßenbahnen wurden früher über Fahrschalter (Stufenwiderstand) angefahren, heute wird dies verlustärmer über Schaltregler (Chopperbetrieb) erreicht.

Bei Elektrolokomotiven verwendete man Transformatoren mit Stufenschaltern, an denen sich kleinere Stelltransformatoren von Stufe zu Stufe „hangelten“. Auch hier verwendet man heute stattdessen Leistungselektronik (IGBT-Schalter).

## Physikalisches Modell

Ersatzschaltbild von Anker und Erregerwicklung (Feldwicklung)

Unter Vorgabe des Verbraucher-Zählpfeil-Systems (wie z. B. beim Ohmschen Gesetz vorausgesetzt) gilt
{\displaystyle L_{A}{\frac {\mathrm {d} i_{A}(t)}{\mathrm {d} t}}=-R_{A}\ i_{A}(t)-U_{\mathrm {ind} }+U_{A}\qquad {\text{(1)}}}
Setzt man den Strom als zeitlich konstant voraus {\displaystyle {\tfrac {\mathrm {d} i_{A}(t)}{\mathrm {d} t}}=0}, folgt
{\displaystyle 0=-R_{A}\cdot i_{A}-U_{\mathrm {ind} }+U_{A}\quad {\text{bzw.}}\quad U_{A}=R_{A}\cdot i_{A}+U_{\mathrm {ind} }}
Berücksichtigt man zusätzlich das Induktionsgesetz, wird daraus
{\displaystyle U_{A}=R_{A}\cdot i_{A}+k_{2}\cdot \phi \cdot 2\pi n\qquad {\text{(1a)}}}
Diese Gleichung lässt sich wie folgt deuten:

Für konstantes {\displaystyle U_{A}} und dem in der Praxis kleinen {\displaystyle R_{A}} ist die induzierte Spannung {\displaystyle U_{\mathrm {ind} }} unwesentlich kleiner als {\displaystyle U_{A}}. Damit ist bei konstantem Fluss {\displaystyle \phi \,} n ungefähr proportional der Ankerspannung. Im Bereich {\displaystyle -U_{\mathrm {nenn} }<U_{A}<U_{\mathrm {nenn} }} ist damit die Drehzahl über die Ankerspannung steuerbar. Man spricht vom Ankerstellbereich.
Für den Fall {\displaystyle U_{A}=U_{\mathrm {nenn} }} und {\displaystyle n=n_{\mathrm {nenn} }} spricht man vom Typenpunkt. Oberhalb des Typenpunktes ist bei konstanter Ankerspannung {\displaystyle U_{A}} eine Drehzahlsteigerung durch eine Verringerung des magnetischen Flusses {\displaystyle \phi \,} über eine Verringerung des Erregerstromes möglich (Feldschwächbereich). Hierbei sind jedoch einige Randbedingungen zu beachten. Die Drehzahl darf einen zugelassenen Maximalwert nicht überschreiten. Wegen der Wirkung der Lorentzkraft gilt {\displaystyle M=k_{1}\cdot \phi \cdot I_{A}} und folglich wird das zulässige Drehmoment M proportional mit {\displaystyle \phi \,} kleiner.
{\displaystyle L_{E}{\frac {\mathrm {d} i_{E}}{\mathrm {d} t}}=-R_{E}\ i_{E}+u_{E}\qquad {\text{(2)}}}
{\displaystyle u_{\mathrm {ind} }=c_{A}\cdot \psi _{E}\cdot \omega }
{\displaystyle \psi _{E}={\frac {1}{N_{E}}}L_{E}\ i_{E}}
Darin ist
{\displaystyle i_{A}\,} der Ankerstrom, {\displaystyle u_{A}\,} die Ankerspannung, {\displaystyle R_{A}\,} der Wicklungswiderstand, {\displaystyle L_{A}\,} die Induktivität der Ankerwicklung, {\displaystyle u_{E}\,} die Erregerspannung, {\displaystyle i_{E}\ } der Erregerstrom, der Wicklungswiderstand {\displaystyle R_{E}\ } und die Induktivität {\displaystyle L_{E}\,} der Erregerwicklung, {\displaystyle \omega \,} die Winkelgeschwindigkeit des Rotors, {\displaystyle u_{\mathrm {ind} }\ } die im Anker induzierte Spannung, {\displaystyle \psi _{E}\ } der Erregerfluss, {\displaystyle \phi \,} der Luftspaltfluss, {\displaystyle n\,} die Drehzahl, {\displaystyle M\,} das Drehmoment, {\displaystyle k_{1}\,} und {\displaystyle k_{2}\,} je eine Maschinenkonstante.
Die Gleichungen des mechanischen Systems mit der Annahme, dass der Erregerkreis nicht gesättigt ist:
{\displaystyle {\frac {\mathrm {d} \alpha }{dt}}=\omega \qquad {\text{(3)}}}
{\displaystyle J{\frac {\mathrm {d} \omega }{dt}}=c_{A}\ \psi _{E}\ i_{A}-\tau _{L}\qquad {\text{(4)}}}
Darin ist
{\displaystyle N_{E}\,} – die Anzahl der Windungen der Erregerwicklung, {\displaystyle J\,} das Massenträgheitsmoment des Ankers und aller damit starr verbundenen Massen, {\displaystyle \alpha \,} der Drehwinkel des Ankers, {\displaystyle \omega \,} die Winkelgeschwindigkeit des Ankers, {\displaystyle \tau _{L}\,} die Summe aller Lastmomente am Anker. {\displaystyle c_{A}\,} bezeichnet die sog. Maschinenkonstante.
Einige Gleichungen anders angeschrieben:
{\displaystyle U_{A}=I_{A}\cdot R_{A}+L_{A}\cdot {\frac {dI_{A}}{dt}}+U_{q}}
{\displaystyle U_{E}=I_{E}\cdot R_{E}+L_{E}\cdot {\frac {dI_{E}}{dt}}}
{\displaystyle U_{q}=c\cdot n\cdot \Phi (I_{E})}
dabei ist:
{\displaystyle U_{A}\,}: Ankerspannung
{\displaystyle U_{E}\,}: Erregerspannung
{\displaystyle U_{q}\,}: induzierte Spannung
{\displaystyle c}: Maschinenkonstante
{\displaystyle \Phi }: magnetischer Fluss des Hauptfeldes